# Santa Bárbara do Sul
Santa Bárbara do Sul är en kommun i Brasilien.   Den ligger i delstaten Rio Grande do Sul, i den södra delen av landet, 1 500 km söder om huvudstaden Brasília. Antalet invånare är 8 829.
Trakten runt Santa Bárbara do Sul består till största delen av jordbruksmark. Runt Santa Bárbara do Sul är det glesbefolkat, med 16 invånare per kvadratkilometer.